# Masyaf District
Masyaf District (arabiska: منطقة مصياف) är ett distrikt i Syrien.   Det ligger i provinsen Hamah, i den västra delen av landet, 180 kilometer norr om huvudstaden Damaskus.
Trakten runt Masyaf District består till största delen av jordbruksmark. Runt Masyaf District är det tätbefolkat, med 383 invånare per kvadratkilometer.